# اتحادیه جلال آباد
اتحادیه جلال آباد (به لاتین: Jalalabad Union) یک منطقهٔ مسکونی در بنگلادش است که در Kalaroa Upazila واقع شده‌است.